# Uğur Demirok
Uğur Demirok (sinh 8 tháng 7 năm 1988 ở Eyüp, Istanbul, Thổ Nhĩ Kỳ) là một cầu thủ bóng đá Thổ Nhĩ Kỳ, hiện tại thi đấu ở vị trí hậu vệ cho Trabzonspor ở Süper Lig.
Demirok ra mắt đội tuyển quốc gia Thổ Nhĩ Kỳ lần đầu tiên trong trận giao hữu với Thụy Điển ngày 5 tháng 3 năm 2014.

## Danh hiệu
Galatasaray
- Süper Lig: 2005–06